# Населення Демократичної Республіки Конго
Населення Демократичної Республіки Конго. Чисельність населення країни 2015 року становила 79,375 млн осіб (20-те місце у світі). Оцінка кількості населення цієї держави враховує ефекти зайвої смертності через захворювання на СНІД. Чисельність конголезців стабільно збільшується, народжуваність 2015 року становила 34,88 ‰ (23-тє місце у світі), смертність — 10,07 ‰ (43-тє місце у світі), природний приріст — 2,45 % (26-те місце у світі) . 

## Природний рух

### Відтворення
Народжуваність у Демократичній Республіці Конго, станом на 2015 рік, дорівнює 34,88 ‰ (23-тє місце у світі). Коефіцієнт потенційної народжуваності 2015 року становив 4,66 дитини на одну жінку (23-тє місце у світі). Рівень застосування контрацепції 17,7 % (станом на 2010 рік). Середній вік матері при народженні першої дитини становив 19,9 року, медіанний вік для жінок — 25—29 років (оцінка на 2014 рік).
Смертність в Демократичній Республіці Конго 2015 року становила 10,07 ‰ (43-тє місце у світі).
Природний приріст населення в країні 2015 року становив 2,45 % (26-те місце у світі).

### Вікова структура

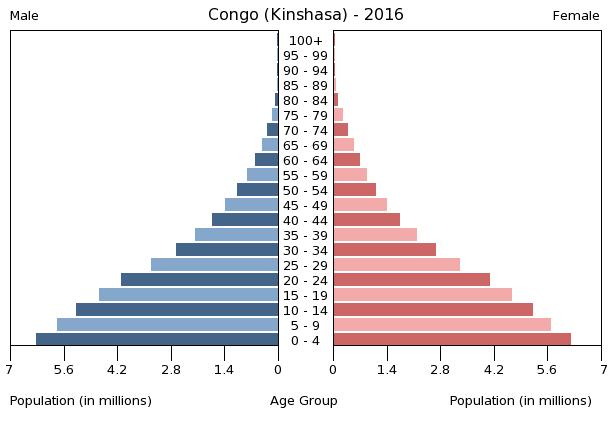
Віково-статева піраміда населення Демократичної Республіки Конго, 2016 рік

Середній вік населення Демократичної Республіки Конго становить 18,4 року; 18,118,6 (213-те місце у світі): для чоловіків — 18,1, для жінок — 18,6 року. Очікувана середня тривалість життя 2015 року становила 56,93 року (206-те місце у світі), для чоловіків — 55,39 року, для жінок — 58,51 року.
Вікова структура населення Демократичної Республіки Конго, станом на 2015 рік, виглядає таким чином:
- діти віком до 14 років — 42,65 % (17 061 640 чоловіків, 16 793 575 жінок);
- молодь віком 15—24 роки — 21,41 % (8 522 085 чоловіків, 8 474 211 жінки);
- дорослі віком 25—54 роки — 29,75 % (11 783 887 чоловіків, 11 829 078 жінок);
- особи передпохилого віку (55—64 роки) — 3,56 % (1 329 384 чоловіки, 1 495 329 жінок);
- особи похилого віку (65 років і старіші) — 2,63 % (879 823 чоловіки, 1 206 123 жінки)[1].

### Шлюбність— розлучуваність
Середній вік, коли чоловіки беруть перший шлюб, дорівнює 24,2 року, жінки — 19 років, загалом — 21,6 року (дані за 2007 рік).

## Розселення
Густота населення країни 2015 року становила 34,1 особи/км² (185-те місце у світі).

### Урбанізація
Демократична Республіка Конго середньоурбанізована країна. Рівень урбанізованості становить 42,5 % населення країни (станом на 2015 рік), темпи зростання частки міського населення — 3,96 % (оцінка тренду за 2010—2015 роки).
Головні міста держави: Кіншаса (столиця) — 11,587 млн осіб, Лубумбаші — 2,015 млн осіб, Мбужі-Маї — 2,0 млн осіб, Кананга — 1,17 млн осіб, Кісангані — 1,04 млн осіб, Букаву — 832,0 тис. осіб (дані за 2015 рік).

### Міграції
Річний рівень еміграції 2015 року становив 0,27 ‰ (123-тє місце у світі). Цей показник не враховує різниці між законними і незаконними мігрантами, між біженцями, трудовими мігрантами та іншими.

#### Біженці й вимушені переселенці
Станом на 2016 рік, у країні постійно перебуває 245,05 тис. біженців з Руанди, 5,59 тис. з Південного Судану, 112,77 тис. з Центральноафриканської Республіки, 34,29 тис. з Бурунді.
У той самий час у країні, станом на 2015 рік, налічується 1,555 млн внутрішньо переміщених осіб, через збройний конфлікт між урядовими загонами і повстанцями з середини 1990-х років, переважно в східних провінціях.
Демократична Республіка Конго є членом Міжнародної організації з міграції (IOM).

## Расово-етнічний склад
| Етнічний склад (2015 рік) | Етнічний склад (2015 рік) | Етнічний склад (2015 рік) | Етнічний склад (2015 рік) | Етнічний склад (2015 рік) |
| ------------------------- | ------------------------- | ------------------------- | ------------------------- | ------------------------- |
| Етнос:                    |                           |                           | Відсоток:                 |                           |
| монго                     | монго                     |                           | 17%                       | 17%                       |
| луба                      | луба                      |                           | 18%                       | 18%                       |
| конго                     | конго                     |                           | 12%                       | 12%                       |
| інші                      | інші                      |                           | 47%                       | 47%                       |

Головні етноси (з більш ніж 200) країни: народи банту (монго, луба, конго та інші) — 80 % населення.

## Мови
| Мови ДР Конго (2015 рік) | Мови ДР Конго (2015 рік) | Мови ДР Конго (2015 рік) | Мови ДР Конго (2015 рік) | Мови ДР Конго (2015 рік) |
| ------------------------ | ------------------------ | ------------------------ | ------------------------ | ------------------------ |
| Мова:                    |                          |                          | Відсоток:                |                          |
| французька               | французька               |                          | %                        | %                        |
| лінгала                  | лінгала                  |                          | %                        | %                        |
| кінгвана                 | кінгвана                 |                          | %                        | %                        |
| кіконго                  | кіконго                  |                          | %                        | %                        |
| чилуба                   | чилуба                   |                          | %                        | %                        |

Офіційна мова: французька. Інші поширені мови: лінгала — лінгва франка, кінгвана, кіконго, чилуба.

## Релігії
| Релігії в ДР Конго (2012 рік) | Релігії в ДР Конго (2012 рік) | Релігії в ДР Конго (2012 рік) | Релігії в ДР Конго (2012 рік) | Релігії в ДР Конго (2012 рік) |
| ----------------------------- | ----------------------------- | ----------------------------- | ----------------------------- | ----------------------------- |
| Віросповідання:               |                               |                               | Відсоток:                     |                               |
| католики                      | католики                      |                               | 50%                           | 50%                           |
| протестанти                   | протестанти                   |                               | 20%                           | 20%                           |
| кімбангісти                   | кімбангісти                   |                               | 10%                           | 10%                           |
| мусульмани                    | мусульмани                    |                               | 10%                           | 10%                           |
| місцеві вірування             | місцеві вірування             |                               | 10%                           | 10%                           |

Головні релігії й вірування, які сповідує, і конфесії та церковні організації, до яких відносить себе населення країни: римо-католицтво — 50 %, протестантизм — 20 %, кімбангізм — 10 %, іслам — 10 %, синкретичні секти і місцеві вірування — 10 % (станом на 2015 рік).

## Освіта
Рівень письменності 2012 року становив 63,8 % дорослого населення (віком від 15 років, що можуть читати й писати французькою, або мовами лінгала, кінгвана, шилуба): 78,1 % — серед чоловіків, 50 % — серед жінок.
Державні витрати на освіту становлять 2,2 % ВВП країни, станом на 2013 рік (157-ме місце у світі). Середня тривалість освіти становить 9 років, для хлопців — до 10 років, для дівчат — до 8 років (станом на 2013 рік).

## Охорона здоров'я
Забезпеченість лікарняними ліжками в стаціонарах — 0,8 ліжка на 1000 мешканців (станом на 2006 рік). Загальні витрати на охорону здоров'я 2014 року становили 4,3 % ВВП країни (123-тє місце у світі).
Смертність немовлят до 1 року, станом на 2015 рік, становила 71,47 ‰ (12-те місце у світі); хлопчиків — 75,07 ‰, дівчаток — 67,75 ‰. Рівень материнської смертності 2015 року становив 693 випадків на 100 тис. народжень (17-те місце у світі).
Демократична Республіка Конго входить до складу ряду міжнародних організацій: Міжнародного руху (ICRM) і Міжнародної федерації товариств Червоного Хреста і Червоного Півмісяця (IFRCS), Дитячого фонду ООН (UNISEF), Всесвітньої організації охорони здоров'я (WHO).

### Захворювання
Потенційний рівень зараження інфекційними хворобами в країні дуже високий. Найпоширеніші інфекційні захворювання: діарея, гепатит А, черевний тиф, малярія, гарячка денге, трипаносомоз (сонна хвороба), шистосомози, сказ (станом на 2016 рік).
2014 року зареєстровано 446,6 тис. хворих на СНІД (17-те місце в світі), це 1,04 % населення в репродуктивному віці 15—49 років (46-те місце у світі). Смертність 2014 року від цієї хвороби становила 24,1 тис. осіб (12-те місце у світі).
Частка дорослого населення з високим індексом маси тіла 2014 року становила 3,7 % (185-те місце у світі); частка дітей віком до 5 років зі зниженою масою тіла становила 23,4 % (оцінка на 2014 рік). Ця статистика показує як власне стан харчування, так і наявну/гіпотетичну поширеність різних захворювань.

### Санітарія
Доступ до облаштованих джерел питної води 2015 року мало 81,1 % населення в містах і 31,2 % в сільській місцевості; загалом 52,4 % населення країни. Відсоток забезпеченості населення доступом до облаштованого водовідведення (каналізація, септик): в містах — 28,5 %, в сільській місцевості — 28,7 %, загалом по країні — 28,7 % (станом на 2015 рік). Споживання прісної води, станом на 2005 рік, дорівнює 0,68 км³ на рік, або 11,25 тонни на одного мешканця на рік: з яких 68 % припадає на побутові, 21 % — на промислові, 11 % — на сільськогосподарські потреби.

## Соціально-економічне становище
Співвідношення осіб, що в економічному плані залежать від інших, до осіб працездатного віку (15—64 роки) загалом становить 95,9 % (станом на 2015 рік): частка дітей — 90,1 %; частка осіб похилого віку — 5,8 %, або 17,2 потенційно працездатного на 1 пенсіонера. Загалом ці показники характеризують рівень потреби державної допомоги в секторах освіти, охорони здоров'я і пенсійного забезпечення, відповідно. За межею бідності 2012 року перебувало 63 % населення країни. Розподіл доходів домогосподарств у країні виглядає таким чином: нижній дециль — 2,3 %, верхній дециль — 34,7 % (станом на 2006 рік).
Станом на 2013 рік, в країні 61,4 млн осіб не має доступу до електромереж; 9 % населення має доступ, в містах цей показник дорівнює 19 %, у сільській місцевості — 2 %. Рівень проникнення інтернет-технологій надзвичайно низький. Станом на липень 2015 року в країні налічувалось 3,016 млн унікальних інтернет-користувачів (143-тє місце у світі), що становило 3,8 % загальної кількості населення країни.

### Трудові ресурси
Загальні трудові ресурси 2015 року становили 28,58 млн осіб (24-те місце у світі). Дані по структурі зайнятості економічно активного населення у господарстві країни відсутні. 8,284 млн дітей у віці від 5 до 14 років (42 % загальної кількості) 2010 року були залучені до дитячої праці. Дані про рівень безробіття серед працездатного населення країни, станом на 2015 рік, відсутні.

## Кримінал

### Наркотики

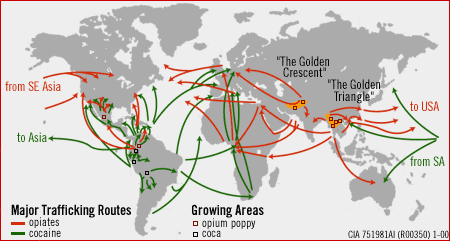
Світові маршрути наркотрафіку

Один з найбільших африканських виробників канабісу, переважно для домашнього вжитку; наркоторговці використовують відсутність контролю судноплавства для транзиту псевдоефедрину через столицю; через корупцію і відсутність контролю в банківській сфері, країна уразлива до відмивання грошей (оцінка ситуації 2008 року).

### Торгівля людьми
Згідно зі щорічною доповіддю про торгівлю людьми (англ. Trafficking in Persons Report) Управління з моніторингу та боротьби з торгівлею людьми Державного департаменту США, уряд Демократичної Республіки Конго не докладає зусиль у боротьбі з явищем примусової праці, сексуальної експлуатації, незаконною торгівлею внутрішніми органами, законодавство не відповідає мінімальним вимогам американського закону 2000 року щодо захисту жертв (англ. Trafficking Victims Protection Act’s), країна перебуває у списку третього рівня.

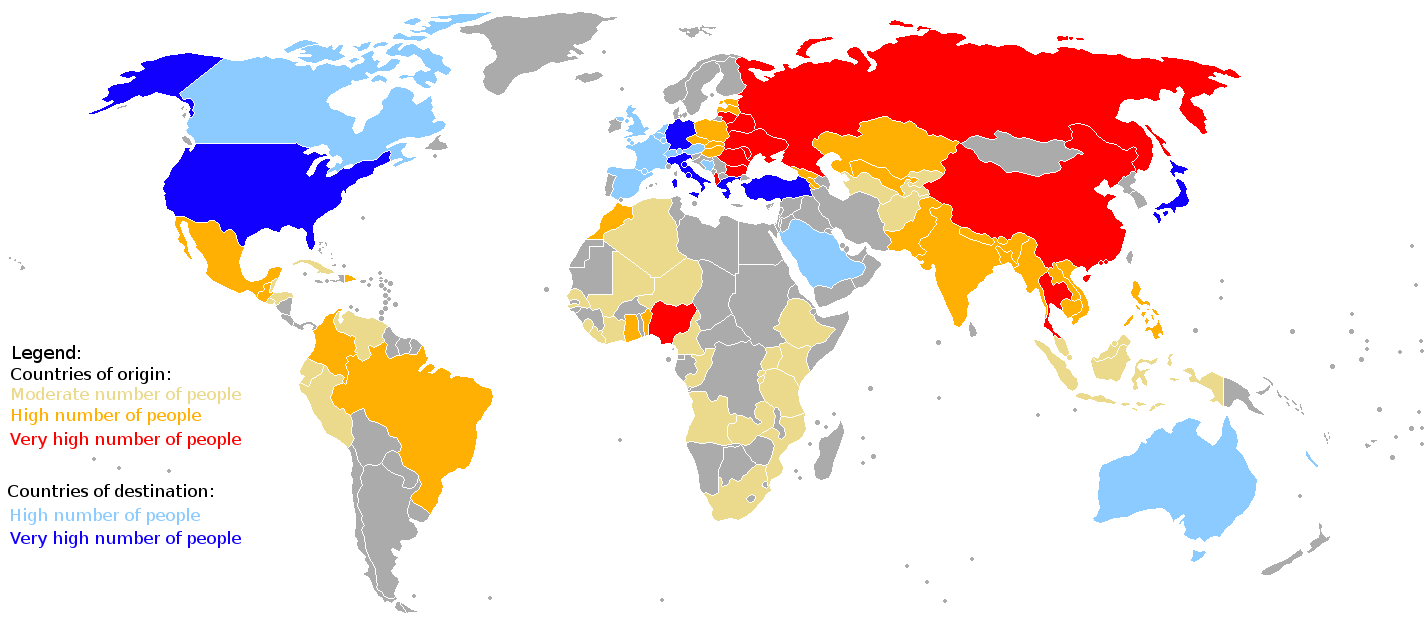
Країни-донори (червоний) і країни-реципієнти кримінальних потоків  (англ.)
Глобальна боротьба з торгівлею людьми (англ.)

## Гендерний стан
Статеве співвідношення (оцінка 2015 року):
- при народженні — 1,03 особи чоловічої статі на 1 особу жіночої;
- у віці до 14 років — 1,02 особи чоловічої статі на 1 особу жіночої;
- у віці 15—24 років — 1,01 особи чоловічої статі на 1 особу жіночої;
- у віці 25—54 років — 1 особи чоловічої статі на 1 особу жіночої;
- у віці 55—64 років — 0,89 особи чоловічої статі на 1 особу жіночої;
- у віці за 64 роки — 0,73 особи чоловічої статі на 1 особу жіночої;
- загалом — 0,99 особи чоловічої статі на 1 особу жіночої[1].

## Демографічні дослідження
Демографічні дослідження в країні ведуться рядом державних і наукових установ:

### Українською
- Атлас. 10-11 клас. Економічна і соціальна географія світу / упорядники :  О. Я. Скуратович, Н. І. Чанцева. — К. : ДНВП «Картографія», 2010. — ISBN 978-966-475-639-3.
- Атлас світу / голов. ред. І. С. Руденко ; зав. ред. В. В. Радченко ; відп. ред. О. В. Вакуленко. — К. : ДНВП «Картографія», 2005. — 336 с. — ISBN 9666315467.
- Безуглий В. В. Економічна і соціальна географія зарубіжних країн : Навчальний посібник. — К. : ВЦ «Академія», 2007. — 704 с. — ISBN 978-966-580-239-6.
- Безуглий В. В., Козинець С. В. Регіональна економічна і соціальна географія світу : Навчальний посібник. — видання 2-ге, доп., перероб. — К. : ВЦ «Академія», 2007. — 688 с. — ISBN 966-580-144-9.
- Головченко В. І., Кравчук О. Країнознавство: Азія, Африка, Латинська Америка, Австралія і Океанія. — К., 2006. — 335 с. — ISBN 966-8939-04-2.
- Гудзеляк І. І. Географія населення: Навчальний посібник / І. Гудзеляк. — Л. : Видавничий центр ЛНУ імені Івана Франка, 2008. — 232 с. — ISBN 978-966-613-599-8.
- Дахно І. І. Країни світу: Енциклопедичний довідник / І. І. Дахно, С. М. Тимофієв. — К. : Мапа, 2011. — 606 с. — (Бібліотека нового українця) — ISBN 978-966-8804-23-6.
- Дахно І. І. Економічна географія зарубіжних країн : навчальний посібник. — К. : Центр учбової літератури, 2014. — 319 с. — ISBN 978-611-01-0682-5.
- Джаман В. О. Регіональні системи розселення: демографічні аспекти. — Чернівці : Рута, 2003. — 392 с. — ISBN 9665685988.
- Дорошенко Л. С. Демографія: Навчальний посібник. — К. : МАУП, 2005. — 112 с. — ISBN 966-608-442-2.
- Дубович І. А. Країнознавчий словник-довідник. — 5-те вид., перероб. і доп. — К. : Знання, 2008. — 839 с. — ISBN 978-966-346-330-8.
- Економічна і соціальна географія країн світу. Навчальний посібник / За ред. Кузика С. П. — Л. : Світ, 2002. — 672 с. — ISBN 966-603-178-7.
- Загальна медична географія світу / В. О. Шевченко [та ін.] — К. : [б.в.], 1998. — 178 с.
- Книш М. М., Мамчур О. І. Регіональна економічна і соціальна географія світу (Латинська Америка та Карибські країни, Африка, Азія, Океанія) : навч. посіб. — Л. : ЛНУ ім. Івана Франка, 2013. — 368 с. — ISBN 978-617-10-0007-0.
- Крисаченко В. С. Динаміка населення: Популяційні, етнічні та глобальні виміри. — К. : Видавництво Національного інституту стратегічних досліджень, 2005. — 368 с. — ISBN 966-554-083-1.
- Любіцева О. О., Мезенцев К. В., Павлов С. В. Географія релігій. — К. : АртЕК, 1999. — 504 с. — ISBN 966-505-006-0.
- Масляк П. О. Країнознавство. — К. : Знання, 2007. — 292 с. — (Вища освіта XXI століття)
- Масляк П. О., Дахно І. І. Економічна і соціальна географія світу / П. О. Масляк, І. І. Дахно ; за ред. П. О. Масляка. — К. : Вежа, 2003. — 280 с. — ISBN 966-7091-53-8.

### Російською
- (рос.) Заир // Демографический энциклопедический словарь / главн. ред. Валентей Д. И. — М. : Советская энциклопедия, 1985. — 608 с.
- (рос.) Заир // Африка: энциклопедический справочник [в 2-х тт.] / гл. ред. А. Громыко. — М. : Советская энциклопедия, 1986. — Т. 1. — 672 с.
- (рос.) Заир // Страны и народы. Африка. Западная и Центральная Африка / Редкол. : М. Б. Горнунг, Г. Б. Старушенко (отв. ред.) и др. — М. : «Мысль», 1979. — 301 с. — (Страны и народы) — 180 тис. прим.
- (рос.) Атлас народов мира / Отв. ред. С. И. Брук и В. С. Апенченко. — М. : ГУГК ГГК СССР и Институт этнографии им. Н. Н. Миклухо-Маклая АН СССР, 1964. — 185 с. — 20 тис. прим.
- (рос.) Численность и расселение народов мира. Этнографические очерки / под ред. С. И. Брука. — М. : Издательство АН СССР, 1962. — 487 с.
- (рос.) Лаппо Г. М. География городов: Учебное пособие для географических факультетов вузов. — М. : Туманит, изд. центр ВЛАДОС, 1997. — 476 с. — ISBN 5-691-00047-0.
- (рос.) Ягельский А. География населения. — М. : Прогресс, 1980. — 383 с.